# Шатаев, Николай Иванович
Николай Иванович Шатаев (5 апреля 1914, Дуброво, Ярославская губерния — 8 февраля 1990, Киев) — лётчик-бомбардировщик Великой Отечественной войны, Герой Советского Союза (1946).

## Биография
Родился 5 апреля 1914 года в селе Дуброво в крестьянской семье. Русский. Член ВКП(б) с 1943 года. Окончил первый курс Харьковского финансово-экономического института, школу лётчиков Гражданского воздушного флота в Балашове.
В 1936 году призван в ряды Красной Армии. В боях Великой Отечественной войны с июня 1941 года. Заместитель командира 3-го гвардейского бомбардировочного авиационного полка гвардии майор Н. И. Шатаев к концу войны совершил 225 боевых вылетов на бомбардировку военно-промышленных объектов в глубоком тылу противника и 192 вылета на бомбардировку переднего края врага. Указом Президиума Верховного Совета СССР от 15 мая 1946 года за образцовое выполнение заданий командования по уничтожении живой силы и техники противника и проявленные при этом мужество и героизм гвардии майору Николаю Ивановичу Шатаеву присвоено звание Героя Советского Союза с вручением ордена Ленина и медали «Золотая Звезда» (№ 8972).
В 1948 году окончил Высшую офицерскую лётно-тактическую школу командиров частей. С 1960 года подполковник Н. И. Шатаев — в запасе. Работал на предприятиях «Аэрофлота». Жил в Киеве. Скончался 8 февраля 1990 года. Похоронен в Киеве на Лукьяновском военном кладбище.

## Награды
- Медаль «Золотая Звезда» (№ 8972) Героя Советского Союза и орден Ленина (15.5.1946)
- Орден Александра Невского
- три ордена Красного Знамени
- орден Отечественной войны 1-й степени
- два ордена Красной Звезды
- медали, в том числе:
  - «За боевые заслуги»
  - «За оборону Ленинграда»
  - «За оборону Сталинграда»
  - «За победу над Германией»
  - «За взятие Будапешта»
  - «За взятие Берлина»
  - «За взятие Кёнигсберга»[3].